# Paratrichocladius pseudictericus
Paratrichocladius pseudictericus är en tvåvingeart som först beskrevs av Santos Abreu 1918.  Paratrichocladius pseudictericus ingår i släktet Paratrichocladius och familjen fjädermyggor.
Artens utbredningsområde är Kanarieöarna. Inga underarter finns listade i Catalogue of Life.